# 板桥乡 (吴忠市)
板桥乡，是中华人民共和国宁夏回族自治区吴忠市利通区下辖的一个乡镇级行政单位。地处吴忠市西南。

## 历史沿革
明洪武年间置板桥里，以秦渠上板桥得名。
曾为哲合忍耶派板桥门宦教主的庄园及宗教活动场所。

## 宗教
板桥是哲合忍耶门宦板桥分支的活动中心。现有哲合忍耶板桥道堂，每逢宗教活动，附近和全国各地前来的教民众多。

## 行政区划
板桥乡下辖以下地区：
蔡桥村、板桥村、任桥村、波浪渠村、高家湖村、巷道村、梁湾村、李闸村、罗家湖村、洼渠村和早元村。